# Markéta Chaloupská
Markéta Chaloupská je česká investigativní novinářka. Vede investigativní tým Českého rozhlasu Radiožurnál. Předtím působila v pořadu Na vlastní oči na TV Nova, v Lidových novinách. Během studií začínala na serveru Aktuálně.cz.
Vystudovala žurnalistiku na Univerzitě Karlově a k tomu politologii na Západočeské univerzitě.

## Novinářská práce
Reportérka se dlouhodobě zaměřuje například na dění kolem Pražského hradu. V roce 2022 například upozornila, že Hrad po osmi měsících skartoval tajnou zprávu o tom, že za výbuchy ve Vrběticích stojí agenti ruské vojenské rozvědky GRU. Přišlo se na to tak, že si detektivové chtěli ověřit, jestli na zprávě nejsou otisky prstů nebo stopy DNA někoho nepovolaného - bezpečnostní prověrku nemá kancléř Mynář, Zemanův poradce Martin Nejedlý ani ředitel administrativní sekce Jan Novák. Na základě reportáží se pak zjištěním začal zabývat sněmovní Výbor pro bezpečnost. 
V roce 2021 novinářka zmapovala pozadí milosti, kterou udělil prezident Miloš Zeman krátce před svou hospitalizací. Milost dostal olomoucký podnikatel Pavel Podroužek kvůli tomu, že je tři roky vážně nemocný. Reportérka ale upozornila, že i přes svoji nemoc se podnikatel od roku 2019 dostal do vedení šesti firem. Jednu ze společností dokonce nechal zapsat do obchodního rejstříku 10 dní poté, co ho prezident omilostnil. Kromě toho cestoval i do Karibiku.  Na základě série reportáží se případem začala zabývat policie kvůli podezření z padělání a pozměňování lékařské listiny. 
V roce 2020 upozornila, že prezident republiky Miloš Zeman chtěl po řediteli BIS sdělit jména ruských špionů i detaily živých operací. Bezpečností experti takový úkol tehdy označili za bezprecedentní. Její zjištění se následně projednávalo na půdě poslanecké sněmovny.
V roce 2020 upozornila, že státní dopravce České dráhy utratil od roku 2015 celkem 112 272 840 Kč za reklamu, marketing a propagaci u mediální skupiny MAFRA, tedy u vydavatelství spadajícího do svěřenského fondu premiéra Andreje Babiše (hnutí ANO). Ve srovnání s ostatními mediálními domy jde o rekordní sumu, kterou přitom vydavatelství z velké části obdrželo bez výběrového řízení.
Dlouhodobě se také věnuje korupci ve sportovním prostřední, zejména pak rozdělování stamilionových dotací ve fotbale. Zjistila, že Fotbalová asociace rozdělovala přes sto milionů korun z takzvaných loterií za rok 2016 podle nejasných pravidel. Šlo o peníze, které měly jít zejména na mládežnický sport. Rekordní sumu, ve srovnání s podobnými celky, získal vesnický fotbalový klub Osvětimany, kde působí i vedoucí Kanceláře prezidenta republiky Vratislav Mynář. Věnovala se i sportovnímu bossovi Miroslavu Černoškovi. Zjistila, že 28 milionů korun, které státní nebo polostátní firmy v minulých letech poslaly na podporu českých olympioniků, skončilo u soukromé firmy sportovního bosse Miroslava Černoška.
Kvůli jejímu zjištění musel v minulosti skončit na svém postu ředitel liberecké policie Vladislav Husák nebo ministryně spravedlnosti Taťána Malá.